# Brugnac
 Brugnac  es una población y comuna francesa, en la región de Aquitania, departamento de Lot y Garona, en el distrito de Marmande y cantón de Castelmoron-sur-Lot.

## Demografía
| 293 | 225 | 203 | 178 | 190 | 167 |
| Para los censos de 1962 a 1999 la población legal corresponde a la población sin duplicidades (Fuente: INSEE [Consultar]) |     |     |     |     |     |